# 노트 온 스캔들
《노트 온 스캔들》(영어: Notes on a Scandal)은 영국에서 제작된 리처드 에어 감독의 2006년 심리 스릴러 드라마 영화이다. 주디 덴치, 케이트 블란쳇 등이 출연하였고, 로버트 폭스 등이 제작에 참여하였다. 조이 헬러가 2003년에 펴낸 동명 소설이 원작이며, 외로운 원로 교수에게 초점을 둔다.

## 출연진
- 주디 덴치
- 케이트 블란쳇
- 빌 나이
- 앤드루 심프슨
- 톰 조지슨
- 마이클 멀로니
- 조애나 스캔런
- 숀 파크스
- 에마 케네디
- 필 데이비스
- 주노 템플
- 맥스 루이스
- 앤마리 더프
- 줄리아 매켄지

## 기타 제작진
- 배역: 섀힌 베이그, 매기 런
- 미술·의상: 팀 해틀리